# أل مايرز
أل مايرز (بالإنجليزية: Al Myers)‏ هو لاعب كرة قاعدة أمريكي، ولد في 22 أكتوبر 1863 في دانفيل في الولايات المتحدة، وتوفي في 24 ديسمبر 1927 في مارشال في الولايات المتحدة.

## وصلات خارجية
- أل مايرز على موقعبيزبول رفرنس.كوم (الدوري الرئيسي) (الإنجليزية)
- أل مايرز على موقعبيزبول رفرنس.كوم (الدوري الثانوي) (الإنجليزية)